# Лям
Лям (араб. لام‎) — двадцать третья буква арабского алфавита. Звук похож на русское «л». Лям относится к солнечным буквам.

## Соединение
Стоящая в начале слова лям пишется, как لـ; в середине слова — как ـلـ и в конце слова — ـل.
Стоящая в начале слова «лям» пишется как 
لَمَّ
لَكَمَ
لَجْنَةٌ
в середине слова — 
سَلَبَ
صَلَبَ
قَلَّبَ
в конце слова —
ضَلَّ
رَجُلٌ
رِجْلٌ
Если за буквой лям следует алиф, то вместо لـا используют лигатуру لا (лям-алиф).

## Абджадия
Букве соответствует число 30.

## Произношение
А. А. Ковалёв и Г. Ш. Шарбатов пишут: «Арабский сонорный (л) не напряжённый; примыкание и отрыв при его артикуляции происходит плавно. Арабский (л) ближе всего стоит к русскому мягкому ль (как в словах „ель“, „миля“), но при русском мягком ль кончик языка отстоит от зубов дальше, чем при арабском (л). Кроме того, в отличие от русского согласного л, арабский согласный (л) не имеет фонематических параллелей по признаку мягкости или твёрдости (ср. русские слова „быль“ и „был“)».
«Буква „лям“ обозначает средний согласный звук (л), похожий на русское мягкое (л) в словах моль, липа, люди, для. Арабский звук надо произносить несколько твёрже, но далеко не так твёрдо, как в русских словах „мол“, „лыжи“, „луна“, „лапа“». (Сегаль В. С. Начальный курс арабского языка, стр. 26).
Н. В. Юшманов описывает этот звук следующим образом: «Л среднего оттенка (между ль и лъ)».
Б. З. Халидов, подтверждая мнение коллег, говорит, что "арабский (л) твёрже русского ль, произносимого, например, в словах «ель», «лень», хотя вообще говоря, он всё же ближе к русскому мягкому ль, чем к твёрдому л."
Наиболее твёрдый вариант этого арабского звука, близкий к русскому твёрдому л, слышится лишь в одном слове Аллах (Бог), но тот же звук л звучит мягко, то есть почти как русский ль, если ему предшествует какое-либо слово с конечным (и): бильЛахи (ей-богу).